# 53

## Narození
- 18. září – Traianus, římský císař († 9. srpna 117)

## Hlavy států
- Papež – Petr (cca 30 – 64/65/66/67)
- Římská říše – Claudius (41–54)
- Parthská říše – Vologaisés I. (51–77/78)
- Kušánská říše – Kudžúla Kadphises (30–90)
- Čína, dynastie Chan (206 př. n. l. – 220 n. l.) – Kuang Wu-ti (25–57)